# András (Villanueva de Arosa)
András (San Lorenzo) (oficialmente y en gallego, San Lourenzo de András) es una parroquia del municipio Villanueva de Arosa (provincia de Pontevedra, Galicia, España). En esta parroquia se encuentran varios lugares conocidos como: Tapedello, Rua Nova, Gandara, Cruceiro, A Igrexa, Manga, Os Casas, As Cachadas e Traveselas.
Sus fiestas patronales son:
- El 10 de agosto S. Lorenzo
- El 11 de agosto S. Antonio
- El 12 de agosto S. Roque

En András (San Lorenzo) encontramos el Monte Lobeira con dos miradores. Desde el mirador que hay en lo alto de la cima, mirador Monte Lobeira, se aprecian espectaculares vistas de la ría de Arosa, hacia el oeste; en ella se ve la isla de Arosa, una gran superficie del interior de la provincia de Pontevedra, hacia el este, la cara sur de la sierra del Barbanza, en la comarca de Barbanza hacia el norte, y hacia el sur se aprecian desde las montañas y turísticas ciudades de la comarca del Salnés, hasta la isla de Ons. También se pueden apreciar los restos de una antigua fortaleza en lo más alto de la montaña y conserva los aljibes donde se almacenaban víveres para las batallas. Hasta lo alto del mirador se accede por vías forestales, hasta el mismo pie del mirador; después hay que subir algunos metros de altura a través de escaleras. En lo alto se puede apreciar la vista explicada antes y también una cruz que culmina el mirador.
| ■ Villanueva VILLANUEVA ANDRÁS BAYÓN CALEIRO TREMOEDO DEIRO ■ Villagarcía ■ Villajuán Municipio de Villagarcía de Arosa Isla de Arosa ■ Arosa Municipio de Cambados ■ Cambados Municipio de Ribadumia Municipio de Meis Municipio de Boiro Isla de Cortegada Briñas Malveiras Ría de Arosa Municipio de El Grove El Grove ■ Isla de La Toja La Toja Pequeña |
| Mapa con hipervínculos de Villanueva, sus parroquias y los municipios colindantes. |

Un poco más abajo se encuentra el faro das Lúas, que es un excelente mirador con unas vistas espléndidas, aprovechando una base construida en los años 1950. Es de acero inoxidable y su autor es un vilagarciano llamado Manolo Chazo. Acabó adoptando este nombre por el hecho de reflejarse los rayos del sol en las tres lunas ubicadas en su parte más alta, es un excelente mirador de la ría de Arosa, la isla de Arosa y la isla de La Toja. Los comuneros crearon un parque todo a su alrededor y una Ruta de los Miradores Mirador Monte Lobeira-Faro das Lúas partiendo de las inmediaciones de la iglesia parroquial András (San Lorenzo).
Los comuneros de András llevan años implantando una gestión del monte tendente a convertirlo en un espacio de ocio y recreo, para que todo el mundo pueda disfrutarlo.